# Omicidio per appuntamento
Omicidio per appuntamento es una película giallo de 1967 dirigida por Mino Guerrini. La película está protagonizada por George Ardisson, Günther Stoll y Ella Karin. Adaptada de una novela de Franco Enna, la película ha sido considerada como inspirada en el trabajo de Mario Bava.

## Argumento
Vince Dreyser (George Ardisson), un detective privado estadounidense que trabaja en Roma, se reúne con su viejo amigo Walter Dempsey (Hans von Borsody) en el campo. Varios días después, Dempsey desaparece en circunstancias sospechosas, lo que lleva a Dreyser a investigar la desaparición. Dempsey estaba en el país para casarse, y la búsqueda de su paradero lleva a Dreyser a una red de crimen organizado, mientras intenta vigilar a la hija hippie de un cliente rico. El detective es golpeado y dejado por muerto por dos matones, pero continúa tratando de encontrar a su amigo desaparecido.

## Reparto
- George Ardisson: Irving Dreyser.
- Halina Zalewska: Fidelia Forrester.
- Günther Stoll: Silvio Giunta, el comisario.
- Hans von Borsody: Dwight Dempsey.
- Fanfulla: el mediador ruso.
- Mario Brega: Mario Galante.
- Cesare Miceli Picardi: Guido Salvatorelli.
- Bill Vanders: Tennyson.
- Bettina Busch: Gloria (bajo el nombre de «Vela Bettina»).
- Luciano Rossi: Massimo Tucci.
- Mino Guerrini: un transeúnte (sin acreditar).
- Pietro Martellanza: un mecánico (sin acreditar).
- Enrico Manera: un cartero (sin acreditar).

## Producción
Omicidio per appuntamento fue escrita y dirigida por Mino Guerrini. Guerrini había trabajado previamente como supervisor de guion en la película La muchacha que sabía demasiado, que ha sido descrita como la primera película giallo. El guion de Guerrini, escrito junto a Fernando Di Leo, se basó en la novela Tempo di massacro de Franco Enna; el escenario provinciano de la novela se trasladó a la Roma contemporánea y se actualizó con referencias a las películas de espionaje europeo (Eurospy) de la época, en particular las películas de Ardisson con Sergio Sollima. Guerrini y Di Leo colaborarían más tarde en Gangsters '70, nuevamente coescribiendo el guion. Guerrini también apareció en esta película en un cameo.
La película se realizó en Technicoscope y Technicolor; e hizo un uso significativo de cámaras a mano. Una secuencia presenta una escena de muerte en la que se muestra a un gánster cayendo hacia la muerte desde el techo de un edificio mientras la cámara lo sigue hacia abajo en una toma desde otro punto de vista.

## Lanzamiento y recepción
Omicidio per appuntamento se publicó en 1966 y también se distribuyó bajo los títulos Agent 3S3 setzt alles auf eine Karte («Agente 3S3 lo apuesta todo a una carta») y Rendezvous met de dood («Encuentro con los muertos»).
Escribiendo para AllMovie, Robert Firsching ha descrito la película como «elegante» y «extravagante», encontrando que la dirección de Guerrini estuvo influenciada por las obras de su compatriota y «pionero» del giallo Mario Bava.